# DaVinci Resolve
DaVinci Resolve — власницька система корекції та нелінійного монтажу від компанії Blackmagic Design. Це наразі єдине у світі рішення, що поєднує в одному програмному інструменті редагування, корекцію кольорів, візуальні ефекти, графіку руху та аудіопостпродукцію.
DaVinci Resolve дозволяє працювати швидше та якісніше, тому що не потрібно вивчати кілька програм або змінювати програмне забезпечення для різних завдань. Це означає, що можна працювати з зображеннями оригінальної якості камери протягом усього процесу. Це як мати власну студію постпродукції в одному застосунку.
Безплатна версія має обмеження, пов'язані з випуском продукції для комерційного кінопоказу в кінотеатрах (монтаж і корекція 3D-кіно та надвисоких роздільностей тощо), але не обмежує базові можливості пакета, підтримку професійних форматів для імпорту та експорту сторонніх плагінів.
DaVinci Resolve Studio (платна версія) включає нейронний двигун DaVinci, стереоскопічні 3D-інструменти, десятки додаткових фільтрів Resolve FX, аудіоплагіни Fairlight FX, а також вдосконалену оцінку HDR та сфери HDR.
Підтримувані операційні системи — Linux, Windows і Mac OS X.